# Graphium ridleyanus
Graphium ridleyanus är en fjärilsart som först beskrevs av White 1843.  Graphium ridleyanus ingår i släktet Graphium och familjen riddarfjärilar.
Artens utbredningsområde är Tanzania. Inga underarter finns listade i Catalogue of Life.